# Daedalichthys higginsi
Daedalichthys higginsi è un pesce osseo estinto, appartenente ai redfieldiiformi. Visse nel Triassico inferiore (Olenekiano, circa 249-248 milioni di anni fa) e i suoi resti fossili sono stati ritrovati in Africa.

## Descrizione
Questo pesce era di piccole dimensioni e non doveva superare i 20 centimetri di lunghezza. Possedeva un corpo relativamente slanciato, caratterizzato da una testa dal muso corto e dalle grandi orbite. Le ossa dermiche del cranio di Daedalichthys erano tipiche dei redfieldiiformi, ma erano presenti due raggi branchiostegi che lo distinguevano dalle forme simili; questi raggi erano disposti verticalmente, e il  raggio branchiostegale superiore contattava anteriormente il preopercolo. Erano inoltre presenti ossa postorbitali dal margine posteriore simile a un pettine. Il lobo superiore della pinna caudale, inoltre, era dotato di lunghe scaglie alte; Daedalichthys era inoltre dotato dell'asse caudale più lungo tra i redfieldiiformi, dal momento che si estendeva quasi fino alla punta del lobo dorsale della pinna caudale. 

## Classificazione
Daedalichthys è un membro dei redfieldiiformi, un gruppo di pesci attinotterigi tipici del Triassico e del Giurassico inferiore. Daedalichthys higginsi venne descritto per la prima volta da James Brough nel 1931, sulla base di resti fossili ritrovati nella zona di Rouxville, nello Stato Libero dell'Orange in Sudafrica, in terreni risalenti alla fine del Triassico inferiore. 